# Jakob Benzelius
Jakob Benzelius (Uppsala, 25 febbraio 1683 – 29 giugno 1747) è stato un arcivescovo luterano e teologo svedese, arcivescovo di Uppsala dal 1744 fino alla sua morte.
Studiò presso l'Università di Uppsala ed ottenne il philosophiae magister nel 1703. Dopo alcuni anni di insegnamento, sempre a Uppsala, viaggiò molto e visitò alcune università straniere. Fu professore di teologia all'Università di Lund dal 1718 al 1731, vescovo di Göteborg dal 1731 al 1744, e fu successore di suo fratello Erik Benzelius il giovane come arcivescovo di Uppsala dal 1744. Era un uomo colto che scrisse molti libri di teologia, usati nelle università svedesi per circa un secolo.